# 11504 Kazo
11504 Kazo (1990 BT) là một tiểu hành tinh vành đai chính được phát hiện ngày 21 tháng 1 năm 1990 bởi T. Hioki và S. Hayakawa ở Okutama.